# Crise financière chypriote de 2012-2013
La crise financière chypriote de 2012-2013 est une crise économique qui a touché le secteur financier de Chypre après les défauts de paiements partiels sur la dette publique grecque en 2011 et 2012, parallèlement à un taux de déficit élevé de l'État, qui a vu sa notation financière chuter.

## Prémices
En janvier 2012, Chypre reçoit un prêt de 2,5 milliards d'euros de la part de la Russie pour l'aider à financer son déficit et pour re-financer sa dette à long terme.
Le 13 mars 2012, Moody's déclasse la note financière de Chypre, le 25 juin 2012, c'est le tour de Fitch. Le même jour Chypre demande l'intervention du mécanisme européen de stabilité et du fonds européen de stabilité financière en sa faveur. Dès le 25 juillet, la Troïka et Chypre discutent d'un possible plan de sauvetage, après l'analyse pendant ce dernier mois de la situation financière du pays. 
Le 30 novembre, en accord avec la Troïka (FMI, BCE, Union européenne), Chypre annonce des mesures d'austérité : coupes dans les salaires des services publics, dans les allocations, augmentation de la TVA, des taxes sur le tabac, l'alcool, l'essence, les jeux de loterie, l'immobilier, ainsi que l'augmentation des cotisations pour la sécurité sociale.

## Plan de sauvetage
Dans la nuit du vendredi 15 au samedi 16 mars 2013, les pays de la zone euro élaborent un plan de sauvetage du secteur financier de l'île, qui a besoin de 17 milliards d'euros. Le plan prévoit une aide de 10 milliards d'euros (55 % du PIB chypriote) venant de la zone euro et, une taxe exceptionnelle sur les dépôts bancaires  de 6,75 % jusqu'à 100 000 euros et 9,9 % au-delà devant rapporter 5,8 milliards d'euros  Ce plan a été refusé par le parlement et des discussions sont en cours.
Le 22 mars, le parlement chypriote accepte la restructuration de la deuxième banque du pays Laiki Bank, à travers la création d'une bad bank. 
Le 25 mars, un second plan est proposé par la Troïka et Chypre. Ce plan comprend la garantie des dépôts de moins de 100 000 euros, la Laiki Bank est condamnée, ses dépôts de moins de 100 000 euros et les actifs de bonnes qualités sont transférés dans la Bank of Cyprus, le reste des dépôts et des crédits sont intégrés pour assurer le financement des décotes des actifs de la banque, touchant les revenus possibles de la liquidation de celle-ci. Les dépôts de plus de 100 000 euros de la Bank of Cyprus sont transformés en action de Bank of Cyprus pour 37,5 % de ces dépôts, 22,5 % supplémentaires seront immobilisés. Le plan vise à lever 4,2 milliards d'euros, en retour des 10 milliards d'euros de prêt accordé à Chypre. Il ne nécessite pas d'accord supplémentaire de la part du parlement. Le ministre des finances chypriote a aussi déclaré que les dépôts supérieurs à 100 000 euros de la Laiki Bank pourraient être taxés à hauteur de 80%[réf. nécessaire]. Ce plan est mis en cause parce qu’il a permis à certains gros comptes d'oligarques russes de fuir les banques chypriotes en difficultés après sa mise en place.
En juillet 2013, le taux de ponction des dépôts supérieurs à 100 000 de la Bank of Cyprus en actions de celle-ci, passe de 37,5 % à 47,5 %. 10 % des dépôts gelés faisant partie de la tranche supérieure aux 100 000 € d'encours ont été libérés en avril. Il est prévu que 12 % de dépôts gelés supplémentaires soient libérés.
Le 28 février 2014, l'ensemble des ministres chypriotes démissionnent pour protester notamment contre les privatisations demandées par ses prêteurs.
En avril 2015, Chypre vote une loi permettant l'expropriation de propriétaires de bien de plus de 250 000 euros insolvables et qui refusent un ré-échelonnement de leur dette, sous la pression de la BCE, qui menaçait de ne pas faire un assouplissement quantitatif de 500 millions d'euros de rachat de dette publique chypriote.